# Randia pseudozosterops
La silvia di Rand, nota anche come randia o bigia marvantsetra (Randia pseudozosterops Delacour & Berlioz, 1931) è un uccello passeriforme della famiglia Bernieridae, nell'ambito della quale rappresenta l'unica specie ascritta al genere Randia Delacour & Berlioz, 1931.

## Etimologia
Il nome scientifico del genere, Randia, è un omaggio ad Austin Loomer Rand, ornitologo canadese facente parte della spedizione nella quale questo uccello venne scoperto: l'epiteto specifico  pseudozosterops, è formato dal prefissoide pseudo- ("simile a") e da Zosterops.

## Descrizione

### Dimensioni
Misura 12 cm di lunghezza.

### Aspetto
Si tratta di uccellini dall'aspetto paffuto e arrotondato, dotati di grossa testa arrotondata, ali corte ed arrotondate anch'esse, becco appuntito e piuttosto lungo, forti zampe e coda dall'estremità squadrata.
Il piumaggio è piuttosto sobrio e dominato dalle tonalità del grigio: fronte, vertice, nuca, dorso, ali, coda e mascherina facciale sono di color grigio-cenere (le ultime tre parti più scure e con sfumature brune, mentre la testa in genere è di una tonalità di grigio più scura rispetto al corpo), mentre sopracciglio, gola, petto e ventre sono di color bianco-grigiastro ed i fianchi e il sottocoda sono anch'essi biancastri con sfumature bruno-ocra.
Il becco è nerastro, e dello stesso colore sono le zampe: gli occhi sono invece di colore bruno scuro.

## Biologia
Si tratta di uccelli diurni, piuttosto vivaci, che vivono da soli o in coppie, non di rado aggregandosi a stormi misti con altre specie dalle abitudini di vita simili: la randia passa la maggior parte del tempo alla ricerca di cibo nella canopia, scendendo di tanto in tanto fra gli alberi più bassi o i cespugli, ma mai al di sotto dei 5 m d'altezza dal suolo.

### Alimentazione
La randia è un uccello insettivoro, che perlustra il fogliame ed i rami alla ricerca d'insetti ed altri piccoli invertebrati, che costituiscono la quasi totalità della sua dieta.

### Riproduzione
Mancano informazioni circa la riproduzione di questi uccelli, che tuttavia non differisce verosimilmente molto da quella degli altri bernieridi per modalità e tempistica.

## Distribuzione e habitat
La randia è endemica del Madagascar, del quale popola il nord (ad eccezione dell'estrema punta settentrionale dell'isola) e la fascia costiera orientale.
L'habitat di questi uccelli è rappresentato dalla foresta pluviale primaria o secondaria matura, con canopia quasi chiusa e presenza di grossi alberi frondosi, fino a 1200 m di quota.